# Ullensaker/Kisa IL
Ullensaker/Kisa Idrettslag – norweski klub sportowy mający siedzibę w mieście Jessheim w gminie Ullensaker. Posiada sekcje piłki nożnej, piłki ręcznej i lekkiej atletyki. Klub piłkarski gra w 2. divisjon.

## Stadion
Domowe mecze klub rozgrywa na stadionie o nazwie UKI Arena w Jessheim, który może pomieścić 3240 widzów.

## Reprezentanci kraju grający w klubie
Stan na maj 2016.
| - Aivar Anniste - Stefán Magnússon - Jóhann Laxdal | - Arnold Origi Otieno - Marcin Burkhardt |

## Skład na sezon 2016
| Nr | Poz. | Piłkarz                 |
| -- | ---- | ----------------------- |
| 1  | BR   | Alexander Vangen        |
| 2  | PO   | Markus Stensby          |
| 3  | PO   | Herman Henriksen        |
| 4  | PO   | Marcin Burkhardt        |
| 5  | NA   | Ole Kristian Langås     |
| 6  | PO   | Markus Furseth          |
| 7  | OB   | Jan Tore Amundsen       |
| 8  | PO   | Truls Jørstad           |
| 9  | NA   | Espen Standal           |
| 10 | PO   | Jesper Andreasson       |
| 11 | PO   | Christian Aas           |
| 12 | BR   | Fredrik Johansen Mundal |
| 13 | NA   | Julian Risvik Paulsen   |
| 14 | PO   | Nicolay Solberg         |
| 15 | OB   | Thomas Braaten          |

| Nr | Poz. | Piłkarz                                            |
| -- | ---- | -------------------------------------------------- |
| 16 | PO   | Kristoffer Ødemarksbakken                          |
| 17 | OB   | Karsten Rognerud                                   |
| 18 | OB   | Edmir Asani                                        |
| 19 | PO   | Markus Stensby                                     |
| 20 | PO   | Vetle Dragnes                                      |
| 21 | PO   | Oliver Stenseth                                    |
| 22 | PO   | Michał Pawlik (wypożyczony z Jagielloni Białystok) |
| 23 | NA   | Jonas Fjeldberg                                    |
| 24 | OB   | Martin Rosenkilde                                  |
| 25 | OB   | Petter S. Blaker                                   |
| 26 | NA   | Mattis Nerheim                                     |
| 27 | PO   | Fredrik Krogstad (wypożyczony z Lillestrøm)        |
| 31 | BR   | Kevin Andersen Christensen                         |